# Wassup Rockers
Wassup Rockers ist ein US-amerikanisches Filmdrama des Regisseurs Larry Clark aus dem Jahr 2005.

## Handlung
Los Angeles, South Central: Eine Gruppe von sieben Teenagern aus dem Latino-Milieu lässt sich nicht von der Hip-Hop-Kultur in ihrer Nachbarschaft beeindrucken. Sie hören Punk-Musik, tragen enge Hosen und fahren Skateboard. Der Brutalität und Gewalt durch die verschiedenen Gangs in ihrer Umgebung versuchen sie aus dem Weg zu gehen.
Die jungen Leute entschließen sich, mit dem Bus zur Beverly Hills High School zu fahren. Dort gibt es die „Nine Stairs“, für jeden Skateboarder eine echte Herausforderung. Die Jungs kennen sie nur aus einschlägigen Skater-Videos. Sie begegnen einigen Mädchen, die die „Punks“ aus dem Ghetto South Central interessant finden. Sie bekommen Ärger mit der Polizei von Beverly Hills und mit den Jungs aus dem Reichenviertel, die es natürlich nicht vertragen können, dass ihre Mädchen zu „denen“ Kontakt haben. Die South Central-Gruppe entzieht sich der Polizei und gerät in einen Kampf mit den ansässigen Jugendlichen. Langsam kämpfen sich die Latinos zurück nach South Central, ihrem Revier.

## Hintergrund
Der Film, der mit Songs der Punk-Gruppe Ramones unterlegt ist, war auf verschiedenen Filmfestivals zu sehen. Beim Festival in Toronto, Kanada, fand die Weltpremiere statt.

## Kritiken
Dem film-dienst zufolge „verzichtet [der Film] weitgehend auf eine stringente Handlung und beschränkt sich auf semidokumentarische Beobachtungen, womit Larry Clark einmal mehr seine Nähe zur porträtierten Jugendkultur unter Beweis stellen will“. Er habe dabei auf „größere inszenatorische Eingriffe und Regieanweisungen“ verzichtet, weshalb „die Jugendlichen in erster Linie sich selbst, ihren Ghetto-Alltag und ihre kleinen Fluchten dar[stellen]“.
Andreas Busche von filmzentrale.com urteilte: „Man sieht Wassup Rockers an, dass Clark kein inhaltliches Konzept verfolgt hat, dass es ihm immer nur um vereinzelte Momente von Wahrhaftigkeit geht. Auch darum muss man ihm seine groben Albernheiten manchmal nachsehen. Verglichen mit Kids oder Ken Park ist Wassup Rockers ein ungeschliffener Rohdiamant. Aber nie war Clark näher dran an seinen Figuren.“